# FDGB-Pokal 1973/74
In der Fußballsaison 1973/74 wurde zum 23. Mal der FDGB-Fußballpokal ausgespielt.
Nach einer Qualifikationsrunde mit sechs DDR-Ligisten wurde die I. Hauptrunde mit 15 Bezirkspokalsiegern, 55 Mannschaften der zweitklassigen DDR-Liga und den beiden Oberligaabsteigern jeweils aus der Saison 1972/73 gestartet. Bis einschließlich II. Hauptrunde wurden die Spiele im einfachen Pokalmodus ausgetragen, ggf. wurden die Spiele verlängert oder durch Elfmeterschießen entschieden. Vom Achtelfinale bis einschließlich Halbfinale wurden die Sieger in Hin- und Rückspielen ermittelt.
Die 14 Mannschaften der Oberliga griffen in der II. Hauptrunde in den Pokalwettbewerb ein. Dort waren bereits keine Bezirkspokalsieger mehr vertreten. Bis auf Sachsenring Zwickau (1:2 bei Lok Dresden) kamen alle Erstligisten weiter. Neben Lok Dresden kamen auch Dynamo Dresden II und Vorwärts Stralsund über reine DDR-Liga-Duelle in das Achtelfinale, aber nur Dynamo II überstand die Hin- und Rückspiel-Regelung mit einem Gesamtergebnis von 6:5 über Hansa Rostock. Auch der Vorjahresfinalist 1. FC Lokomotive Leipzig überstand das Achtelfinale nicht.
Im Viertelfinale war Dynamo Dresden noch mit zwei Mannschaften vertreten. Die 2. Mannschaft schaffte allerdings die Hürde Energie Cottbus nicht, auch der Pokalverteidiger 1. FC Magdeburg schied nach zwei 0:2-Niederlagen gegen den BFC Dynamo aus. Im Halbfinale kam es zum Dynamo-Duell zwischen Berlin und Dresden, das die Sachsen für sich entschieden. Nach einem 7:1-Kantersieg über Energie Cottbus zog auch der FC Carl Zeiss Jena in das Endspiel ein.

## Ausscheidungsrunde
Die Spiele fanden am 11. August 1973 statt.
|                     | Ergebnis |                            |
| ------------------- | -------- | -------------------------- |
| BSG Motor Hermsdorf | 0:2      | BSG Sachsenring Zwickau II |
| 1. FC Magdeburg II  | 2:1      | BSG Stahl Hennigsdorf      |
| BSG Chemie Böhlen   | 2:0      | FC Carl Zeiss Jena II      |

## I. Hauptrunde
Die Spiele fanden am 19. August 1973 statt.
|                                      | Ergebnis              |                                |
| ------------------------------------ | --------------------- | ------------------------------ |
| BSG Lokomotive Bergen *              | 0:6                   | ASG Vorwärts Stralsund         |
| BSG Aufbau Sternberg *               | 0:4                   | TSG Wismar                     |
| BSG Lokomotive Prenzlau *            | 0:2                   | BSG Schiffahrt/Hafen Rostock   |
| BSG Aufbau Schwedt *                 | 2:0                   | ASG Vorwärts Neubrandenburg    |
| Berliner FC Dynamo III *             | 1:4 n. V.             | BSG Stahl Eisenhüttenstadt     |
| BSG Motor Babelsberg *               | 2:0                   | SG Dynamo Schwerin             |
| BSG Motor Schönebeck *               | 2:4                   | 1. FC Union Berlin             |
| SG Jänschwalde *                     | 3:4                   | BSG Aktivist Schwarze Pumpe    |
| BSG WAMA Görlitz *                   | 0:1                   | FSV Lokomotive Dresden         |
| BSG Motor Germania Karl-Marx-Stadt * | 0:4                   | SG Dynamo Dresden II           |
| BSG Chemie Leipzig II *              | 0:1                   | BSG Wismut Gera                |
| BSG Wismut Gera II *                 | 1:2                   | BSG Motor Werdau               |
| ASG Vorwärts Meiningen II *          | 1:0                   | BSG Zentronik Sömmerda         |
| BSG Chemie Buna Schkopau *           | 0:1                   | ASG Vorwärts Cottbus           |
| BSG Glückauf Sondershausen *         | 3:0                   | ASG Vorwärts Meiningen         |
| BSG Motor Nord Torgelow              | 3:1                   | BSG KKW Nord Greifswald        |
| BSG Motor Warnowwerft Warnemünde     | 0:2                   | Berliner FC Dynamo II          |
| BSG Verkehrsbetriebe Waren           | 1:3                   | BSG Stahl Brandenburg          |
| BSG Motor Köpenick                   | 0:2                   | BSG Motor Eberswalde           |
| BSG Aufbau Großräschen               | 2:7                   | ASG Vorwärts Löbau             |
| BSG Motor Hennigsdorf                | 1:3                   | BSG EAB 47 Lichtenberg         |
| BSG Motor/Vorwärts Oschersleben      | 1:2                   | Hallescher FC Chemie           |
| BSG Chemie Wolfen                    | 1:0 n. V.             | FC Karl-Marx-Stadt II          |
| SG Dynamo Eisleben                   | 3:2                   | BSG Motor Nordhausen West      |
| BSG Wismut Pirna-Copitz              | 0:1                   | ASG Vorwärts Leipzig           |
| BSG Motor Wema Plauen                | 2:1 n. V.             | BSG Chemie Zeitz               |
| BSG Wismut Aue II                    | 5:1 n. V.             | TSG Gröditz                    |
| BSG Chemie Glas Ilmenau              | 3:0                   | FC Rot-Weiß Erfurt II          |
| BSG Aktivist Kali Werra Tiefenort    | 3:2 n. V.             | Hallescher FC Chemie II        |
| BSG Post Neubrandenburg              | 1:0                   | FC Vorwärts Frankfurt/Oder II  |
| BSG Motor Schwerin                   | 3:1                   | BSG Chemie Veritas Wittenberge |
| SG Dynamo Fürstenwalde               | 3:4                   | FC Hansa Rostock II            |
| BSG Motor Steinach                   | 1:2                   | 1. FC Lokomotive Leipzig II    |
| BSG Sachsenring Zwickau II           | 3:0                   | BSG Stahl Maxhütte             |
| BSG Chemie Böhlen                    | 3:0                   | BSG Lok/Vorwärts Halberstadt   |
| 1. FC Magdeburg II                   | 2:2 n. V. (4:2 i. E.) | BSG Lokomotive Stendal         |

## Zwischenrunde
Die Spiele fanden am 9. September 1973 statt.
|                                   | Ergebnis              |                             |
| --------------------------------- | --------------------- | --------------------------- |
| ASG Vorwärts Meiningen II *       | 2:3                   | BSG Wismut Gera             |
| BSG Glückauf Sondershausen *      | 1:4                   | 1. FC Lokomotive Leipzig II |
| TSG Wismar                        | 6:4                   | BSG Aufbau Schwedt *        |
| FSV Lokomotive Dresden            | 3:2                   | BSG Motor Babelsberg *      |
| BSG Motor Nord Torgelow           | 0:0 n. V. (3:4 i. E.) | BSG Motor Eberswalde        |
| SG Dynamo Eisleben                | 1:3                   | 1. FC Magdeburg II          |
| BSG Motor Wema Plauen             | 1:3                   | BSG Chemie Böhlen           |
| BSG Wismut Aue II                 | 1:2                   | BSG Motor Werdau            |
| BSG Chemie Glas Ilmenau           | 2:3                   | BSG Sachsenring Zwickau II  |
| BSG Aktivist Kali Werra Tiefenort | 0:1 n. V.             | ASG Vorwärts Leipzig        |
| ASG Vorwärts Löbau                | 3:4                   | SG Dynamo Dresden II        |
| ASG Vorwärts Stralsund            | 1:0                   | Berliner FC Dynamo II       |
| Hallescher FC Chemie              | 0:2                   | BSG Aktivist Schwarze Pumpe |
| BSG Stahl Eisenhüttenstadt        | 2:1 n. V.             | FC Hansa Rostock II         |
| BSG EAB 47 Lichtenberg 47         | 2:0                   | BSG Chemie Wolfen           |
| BSG Stahl Brandenburg             | 4:1                   | BSG Post Neubrandenburg     |
| BSG Schiffahrt/Hafen Rostock      | 4:1                   | BSG Motor Schwerin          |
| ASG Vorwärts Cottbus              | 0:6                   | 1. FC Union Berlin          |

## II. Hauptrunde
Die Spiele fanden am 29. September 1973 statt.
|                              | Ergebnis              |                            |
| ---------------------------- | --------------------- | -------------------------- |
| FSV Lokomotive Dresden       | 2:1                   | BSG Sachsenring Zwickau    |
| BSG Aktivist Schwarze Pumpe  | 1:5                   | 1. FC Lokomotive Leipzig   |
| 1. FC Magdeburg II           | 0:1                   | BSG Chemie Leipzig         |
| BSG Schiffahrt/Hafen Rostock | 0:9                   | FC Vorwärts Frankfurt/O.   |
| BSG Motor Werdau             | 1:8                   | FC Carl Zeiss Jena         |
| ASG Vorwärts Leipzig         | 0:4                   | BSG Wismut Aue             |
| BSG Wismut Gera              | 2:3                   | SG Dynamo Dresden          |
| BSG Stahl Brandenburg        | 1:4                   | Berliner FC Dynamo         |
| BSG Chemie Böhlen            | 2:6                   | FC Rot-Weiß Erfurt         |
| 1. FC Lokomotive Leipzig II  | 2:5                   | BSG Energie Cottbus        |
| BSG Motor Eberswalde         | 2:5                   | FC Hansa Rostock           |
| BSG Sachsenring Zwickau II   | 0:3                   | BSG Stahl Riesa            |
| BSG EAB 47 Lichtenberg       | 0:1                   | FC Karl-Marx-Stadt         |
| TSG Wismar                   | 1:4                   | 1. FC Magdeburg            |
| SG Dynamo Dresden II         | 3:0                   | BSG Stahl Eisenhüttenstadt |
| 1. FC Union Berlin           | 1:1 n. V. (2:4 i. E.) | ASG Vorwärts Stralsund     |

## Achtelfinale
Die Hinspiele fanden am 10. und die Rückspiele am 17. November 1973 statt.
|                          | Gesamt    |                            | Hinspiel | Rückspiel |
| ------------------------ | --------- | -------------------------- | -------- | --------- |
| 1. FC Lokomotive Leipzig | 3:4       | FC Carl Zeiss Jena         | 2:0      | 1:4       |
| SG Dynamo Dresden        | 3:2       | BSG Wismut Aue             | 2:1      | 1:1       |
| BSG Chemie Leipzig       | 2:3       | BSG Stahl Riesa            | 1:2      | 1:1       |
| 1. FC Magdeburg          | 4:1       | FC Vorwärts Frankfurt/Oder | 3:0      | 1:1       |
| FC Rot-Weiß Erfurt       | (a)2:2(a) | Berliner FC Dynamo         | 2:1      | 0:1       |
| SG Dynamo Dresden II     | 6:5       | FC Hansa Rostock           | 4:0      | 2:5       |
| FC Karl-Marx-Stadt       | 4:1       | ASG Vorwärts Stralsund     | 2:0      | 2:1       |
| BSG Energie Cottbus      | 2:1       | FSV Lokomotive Dresden     | 1:0      | 1:1       |

## Viertelfinale
Die Hinspiele fanden am 15. und die Rückspiele am 22. November 1973 statt.
|                      | Gesamt |                     | Hinspiel | Rückspiel |
| -------------------- | ------ | ------------------- | -------- | --------- |
| 1. FC Magdeburg      | 0:4    | Berliner FC Dynamo  | 0:2      | 0:2       |
| FC Karl-Marx-Stadt   | 1:4    | SG Dynamo Dresden   | 0:0      | 1:4       |
| BSG Stahl Riesa      | 2:8    | FC Carl Zeiss Jena  | 1:5      | 1:3       |
| SG Dynamo Dresden II | 2:4    | BSG Energie Cottbus | 2:0      | 0:4       |

## Halbfinale
Die Hinspiele fanden am 30. Januar und die Rückspiele am 13. Februar 1974 statt.
|                    | Gesamt |                    | Hinspiel | Rückspiel |
| ------------------ | ------ | ------------------ | -------- | --------- |
| Berliner FC Dynamo | 1:2    | SG Dynamo Dresden  | 1:0      | 0:2       |
| FC Energie Cottbus | 2:8    | FC Carl Zeiss Jena | 1:1      | 1:7       |

## Finale

### Statistik
| Paarung            | FC Carl Zeiss Jena – SG Dynamo Dresden |
| Ergebnis           | 3:1 n. V. (1:1, 0:0) |
| Datum              | 13. April 1974 |
| Stadion            | Zentralstadion, Leipzig |
| Zuschauer          | 32.000 |
| Schiedsrichter     | Rudi Glöckner (Markranstädt) |
| Tore               | 0:1 Häfner (20.) 1:1 Schlutter (78.) 2:1 Schumann (115.) 3:1 Bransch (117.) |
| FC Carl Zeiss Jena | Wolfgang Blochwitz – Bernd Bransch – Ulrich Göhr, Konrad Weise, Lothar Kurbjuweit – Martin Goebel, Harald Irmscher, Rainer Schlutter – Norbert Schumann, Peter Ducke, Eberhard Vogel (68. Helmut Stein) Cheftrainer: Hans Meyer                         |
| SG Dynamo Dresden  | Claus Boden – Hans-Jürgen Dörner – Christian Helm, Klaus Sammer, Siegmar Wätzlich – Reinhard Häfner (76. Udo Schmuck), Frank Ganzera (110. Frank Richter), Hans-Jürgen Kreische – Gert Heidler, Dieter Riedel, Peter Kotte Cheftrainer: Walter Fritzsch |
| Platzverweise      | keine – Dieter Riedel (118.) |

### Spielverlauf

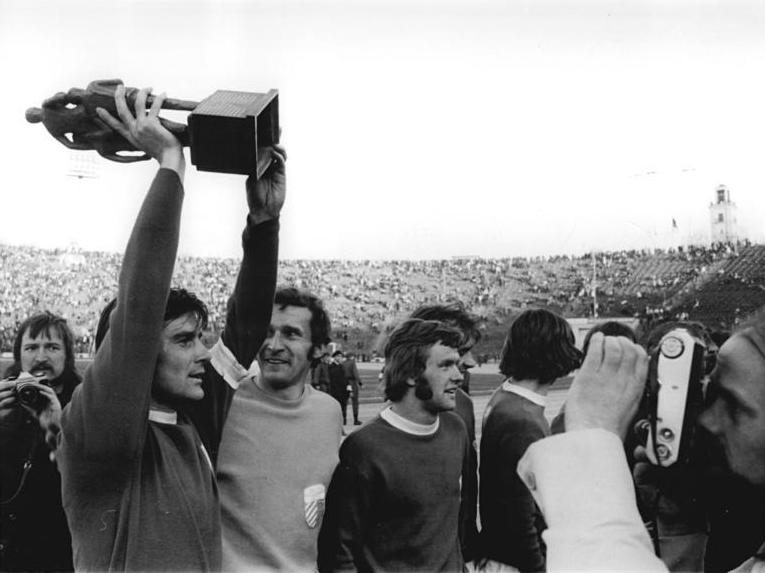
Jenas Mannschaftskapitän Peter Ducke mit dem FDGB-Pokal

Das 23. Endspiel um den FDGB-Pokal schloss die Fußballsaison 1973/74 ab. Es standen sich der Zweite, FC Carl Zeiss Jena, und der Dritte der Meisterschaft, Dynamo Dresden, gegenüber. Beide Mannschaften hatten neben dem neuen Titelträger 1. FC Magdeburg mit ihren zahlreichen Nationalspielern zu den spielstärksten Mannschaften gehört.
In der ersten Halbzeit bestimmte Dynamo Dresden eindeutig das Geschehen. Jena hatte eine dichtgestaffelte Abwehr aufgebaut, doch die Dresdner antworteten mit Angriffen aus der Distanz. Nach mehreren vergeblichen Torschüssen von Wätzlich, Riedel, Kotte und Libero Dörner führten die Dresdner Angriffe bereits in der 27. Minute zum Erfolg. Häfner nahm einen Diagonalpass von Kreische auf, dribbelte noch einige Schritte und schoss dann mit dem rechten Fuß ins Jenaer Tor. Bis zum Pausenpfiff beherrschte die Dresdner Mittelfeldreihe ihre Jenaer Kontrahenten nach Belieben, die Jenaer Stürmer Ducke und Vogel kamen nicht zum Zuge.
Nach der Pause entwickelte sich ein völlig umgekehrtes Spiel. Dresden wollte die 1:0-Führung nur noch verwalten, stellte seine Angriffbemühungen praktisch ein. Im Mittelfeld dominierten nun die Jenaer Irmscher und Schlutter, deren präzise Pässe jetzt die Stürmer in aussichtsreiche Positionen brachten. Spielentscheidend war die Auswechslung des wirkungslosen Jenaer Vogel gegen Stein, der der Mannschaft noch mehr Druck verlieh. Folgerichtig fiel acht Minuten später der Ausgleich durch Schlutter, der von Stein nach gekonntem Dribbling angespielt und vor Helm den Ball ins Tor einlenken konnte.
Bis zum Ende der regulären Spielzeit konnten die Dresdner noch gegenhalten, und auch in der ersten Hälfte der Verlängerung wogte das Spiel hin und her. Kreische, Irmscher, Heidler und Kotte hatten den erneuten Führungstreffer auf dem Fuß. Dieser fiel schließlich in der 115. Minute für Jena. Schumann, einer der Jüngsten auf dem Feld, erkämpfte sich den Ball, umspielte drei Dresdner Spieler und überwand auch noch den Dresdner Torwart. Nur zwei Minuten später versetzte der FC Carl Zeiss der SG Dynamo Dresden den endgültigen K.-o.-Schlag. Nach einer herrlichen Diagonalpassfolge zwischen Schlutter und Irmscher konnte der ungedeckte Libero Bransch per Linksschuss ungehindert das 3:1 erzielen.
Die Trainer kommentierten das Spiel folgendermaßen (nach Deutsches Sportecho, 16. April 1974):
Hans Meyer, FC Carl Zeiss Jena – „Das 0:1 machte uns doch psychologisch zu schaffen. Aus der Kabine kam nach der Halbzeit eine ganz andere Mannschaft. Wir hatten einfach mehr zum Zusetzen.“
Walter Fritzsch, Dynamo Dresden – „Das Spiel stand auf des Messers Schneide. Jena hatte am Ende ein Quentchen mehr auf die Waagschale zu legen und gewann verdient. Aber es lag auch daran, dass wir unsere gute Anfangsphase nicht über die ganze Spielzeit ausdehnen konnten.“